# Rivière Brock (rivière Missisquoi)
Pour les articles homonymes, voir Brock.
La rivière Brock est un ruisseau de la rive nord de la rivière Missisquoi. La rivière Brock coule dans la municipalité de Sutton, dans la municipalité régionale de comté (MRC) de Brome-Missisquoi, dans la région administrative de l'Estrie, dans la province de Québec, au Canada.
L'accès routier à cette vallée est possible par le chemin Eastman (rattaché au sud au chemin de la Vallée-Missisquoi), desservant la partie inférieure de cette petite vallée (côté est). La sylviculture constitue la principale activité de cette petite vallée ; les activités récréotouristiques, en second.
La surface de la rivière Brock est généralement gelée du début de décembre jusqu'à la fin de mars; toutefois la circulation sécuritaire sur la glace se fait généralement de la mi-décembre à la mi-mars, sauf les zones de rapides. Le niveau de l'eau de la rivière varie selon les saisons et les précipitations; la crue printanière survient en mars ou avril.[réf. nécessaire]

## Géographie
La rivière Brock prend sa source à la confluence de ruisseaux de montagne. Cette source est située à 0,9 km au nord-est du sommet du Mont Gagnon (altitude : 849 m), à 2,7 km au sud-ouest du sommet (altitude : 755 m) du Mont Écho, et à 8,1 km à l'est du centre du village de Sutton.
À partir de sa source, la rivière Brock coule sur 6,9 km, avec une dénivellation de 394 m, selon les segments suivants :
- 3,6 km vers le sud-est jusqu'à un ruisseau de montagne (venant du nord-ouest) ;
- 1,3 km vers le sud-est jusqu'à un ruisseau de montagne (venant du nord-ouest) ;
- 2,0 km vers le sud-est en coupant deux routes forestières jusqu'à son embouchure[1].

La rivière Brock se déverse sur la rive nord de la rivière Missisquoi dans la municipalité de Sutton, face au chemin de fer (qui longe la rive sud de la rivière Missisquoi) et à une montagne. Cette confluence est située à 3,7 km au nord de la frontière canado-américaine ; à 9,1 km en amont de la frontière canado-américaine ; à 11,7 km au sud-est du centre du village de Sutton et 5,7 km à l'ouest du centre du village de Highwater.

## Toponymie
Le toponyme « rivière Brock » a été officialisé le 1er septembre 1983 à la Commission de toponymie du Québec.